# União das Freguesias de Airão Santa Maria, Airão São João e Vermil
Die União das Freguesias de Airão Santa Maria, Airão São João e Vermil ist eine portugiesische Gemeinde (Freguesia) im Kreis (Concelho) Guimarães, Distrikt Braga, im Nordwesten Portugals.

## Geschichte
Die Gemeinde entstand im Zuge der Gebietsreform vom 29. September 2013 durch die Zusammenlegung der ehemaligen Gemeinden Santa Maria de Airão, São João Baptista de Airão  und Vermil.
Airão Santa Maria wurde Sitz der neuen Verwaltung.

## Demographie

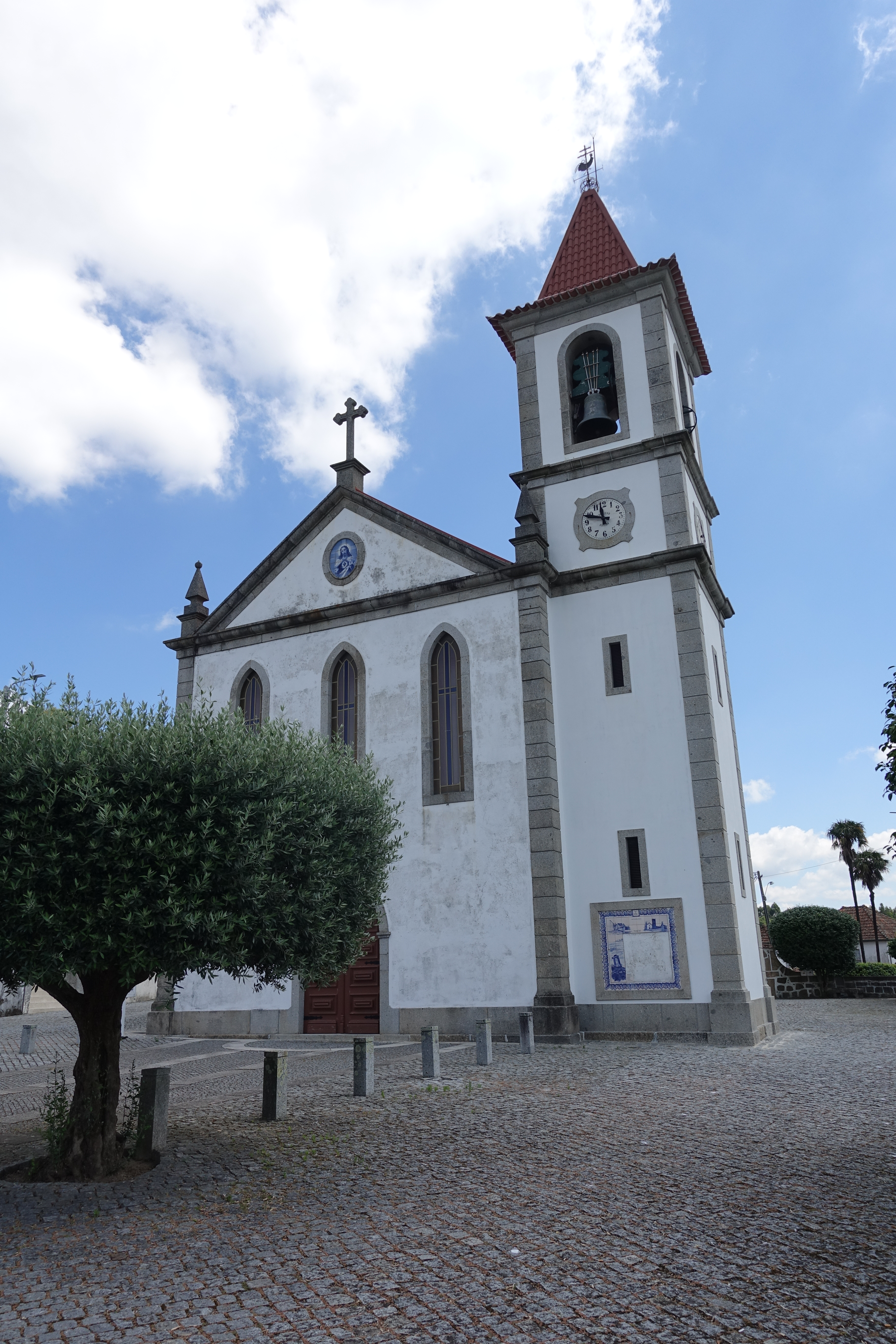
Pfarrkirche von Vermil

| Freguesia | Freguesia                                  | Freguesia | Freguesia       | ehemalige Freguesias       | ehemalige Freguesias | ehemalige Freguesias | ehemalige Freguesias |
| --------- | ------------------------------------------ | --------- | --------------- | -------------------------- | -------------------- | -------------------- | -------------------- |
| Wappen    | Freguesia                                  | Einwohner | Fläche in (km²) | Wappen                     | Freguesia            | Einwohner            | Fläche in (km²)      |
|           | Airão Santa Maria, Airão São João e Vermil | 3213      | 7,48            |                            | Santa Maria de Airão | 1692                 | 2,38                 |
|           | Airão Santa Maria, Airão São João e Vermil | 3213      | 7,48            | São João Baptista de Airão | 829                  | 2,78                 |                      |
|           | Airão Santa Maria, Airão São João e Vermil | 3213      | 7,48            | Vermil                     | 1147                 | 2,32                 |                      |